# Пайк Тауншип (округ Поттер, Пенсільванія)
Пайк Тауншип (англ. Pike Township) — селище (англ. township) в США, в окрузі Поттер штату Пенсільванія. Населення — 325 осіб (2020).

## Демографія
Згідно з переписом 2010 року, у селищі мешкали 324 особи в 143 домогосподарствах у складі 101 родини. Було 302 помешкання
Расовий склад населення:
| - 98,5 % — білих - 0,3 % — корінних американців - 0,3 % — азіатів |

До двох чи більше рас належало 0,9 %. Частка іспаномовних становила 0,0 % від усіх жителів.
За віковим діапазоном населення розподілялося таким чином: 17,9 % — особи молодші 18 років, 60,5 % — особи у віці 18—64 років, 21,6 % — особи у віці 65 років та старші. Медіана віку мешканця становила 51,1 року. На 100 осіб жіночої статі у селищі припадало 96,4 чоловіків;  на 100 жінок у віці від 18 років та старших — 97,0 чоловіків також старших 18 років.
Середній дохід на одне домашнє господарство  становив 52 254 долари США (медіана — 40 000), а середній дохід на одну сім'ю — 70 914 долари (медіана — 54 167). За межею бідності перебувало 20,2 % осіб, у тому числі 32,1 % дітей у віці до 18 років та 3,6 % осіб у віці 65 років та старших.
Цивільне працевлаштоване населення становило 85 осіб. Основні галузі зайнятості: транспорт — 15,3 %, освіта, охорона здоров'я та соціальна допомога — 14,1 %, роздрібна торгівля — 12,9 %, виробництво — 11,8 %.